# 伊拉丽娅·斯皮里托
伊拉丽娅·斯皮里托（義大利語：Ilaria Spirito，1994年2月20日—），意大利女子排球运动员，场上位置是自由人。她曾代表意大利国家队参加2024年夏季奥林匹克运动会排球比赛，获得一枚金牌。